# Metro (film)
Metro (in russo Метро?) è un film russo del 2013 diretto da Anton Megerdičev.

## Trama
Un tunnel della metropolitana di Mosca, costruito nel 1935, sta cominciando a cedere. In una galleria al di sotto del fiume Moscova, Sergeich vede una perdita e informa l'assistente del capostazione, che prende in giro il vecchio perché si preoccupa per questo, dicendo che sono solo acque sotterranee. Nel frattempo Irina Garina è divisa tra il suo amante, l'uomo d'affari Vlad Konstantinov, e suo marito, il chirurgo Andrei Garin. Konstantinov cerca di convincere Irina a divorziare da Andrei. Arrivando da un viaggio all'estero, Irina passa la notte con Konstantinov, piuttosto che andare a casa. Andrei deve portare la loro figlia Ksyusha a scuola, ma per caso, prendono la stazione della metropolitana "Garden". Allo stesso tempo, Konstantinov arriva, affrettandosi per andare al lavoro e costretto a parcheggiare la sua auto a causa degli ingorghi. Nel frattempo Sergeich, mentre beve con Galina, una conoscenza casuale, accanto al "Garden", ricorda che l'acqua fuoriuscita nel tunnel odora di melma, il che significa che non può essere sotterranea. Vengono arrestati dalla polizia per aver bevuto alcolici in un luogo pubblico, ma Galina riesce a fuggire e si rifugia nella metropolitana. In custodia Sergeich chiede un telefono cellulare per raccontare tutto alla polizia che però resta sorda alle sue suppliche.
Nel tunnel l'acqua sfonda il soffitto. Il conducente del treno, che per coincidenza trasporta Garin, Konstantinov e Galina attiva il freno di emergenza. Il treno deraglia e si schianta contro l'acqua e i detriti. Alcuni dei passeggeri vengono uccisi. Konstantinov, invece di andare lungo i binari, si arrampica sul tetto della vettura. Strisciando per la sua lunghezza, vede Garin, che sta cercando di trovare Ksyusha in un mucchio di corpi, e lo aiuta. Garin sta per seguire gli altri, ma Konstantinov lo ferma, sottolineando che la rotaia in contatto è ancora elettrificata. L'acqua sale, si verifica un corto circuito, e tutti coloro che non riescono a fuggire dall'area inondata del tunnel muoiono per la scarica elettrica. Garin, Konstantinov e Galina, con Michael, Denis e Alisa; infine possono cercare di fuggire. La falla però si ingrandisce e l'acqua che entra nel condotto provoca il distacco di un vagone dal resto del convoglio. Questo viene trascinato dalla corrente fin quasi a travolgere il gruppo in fuga, che fortunatamente si salva infilandosi in un passaggio che conduce ad un albero di manutenzione. Purtroppo Michael, paralizzato dal terrore, si rifiuta di entrare nel passaggio e muore schiacciato dal vagone.
Dal passaggio si ritrovano in un piccolo bunker, costruito durante la costruzione della metropolitana. Sopra di esso, l'albero di manutenzione verticale termina in un tombino. Tuttavia, essi non possono raggiungere la griglia perché è troppo alta, né possono utilizzare i loro telefoni cellulari nel sotterraneo. Il livello dell'acqua inizia ad aumentare rapidamente. La tensione tra Konstantinov e Garin si alza, in quanto quest'ultimo non riesce a capire il motivo per cui Konstantinov sente un interesse per la figlia. Quando il livello dell'acqua li eleva al livello della griglia, Garin e Konstantinov riescono a mettersi in contatto col telefono di Irina, ma solo in tempo per dirle che sono nel bunker. Essi cercano di attirare l'attenzione attraverso le sbarre, ma senza alcun risultato. Irina sta istericamente cercando di informare la squadra di soccorso del fatto che le persone sono nel bunker ma nello stesso momento la pressione dell'acqua porta via la motrice del treno e il livello dell'acqua nel pozzo scende bruscamente, tirando indietro le persone nel tunnel. I soccorritori scendono nel bunker, ma vedendo solo le pareti umide, danno per scontato che tutti quelli che erano lì molto probabilmente sono annegati.
Riescono ad arrivare alla stazione fantasma Borodino e a salire sulla piattaforma per riposare. Nel tunnel dove il treno è bloccato, i crolli dell'arcata sopra la testa e le acque riempiono il tunnel. I capi squadra delle operazioni di soccorso riescono a chiudere l'acqua. I protagonisti riescono ad arrivare al bunker e finalmente ad uscire attraverso le sbarre sulla strada.